# 152ª Divisione fanteria "Piceno"
La 152ª Divisione fanteria "Piceno" fu una grande unità di fanteria del Regio Esercito durante la seconda guerra mondiale.

## Storia
Le origini della divisione risalgono alla Brigata "Piceno" della prima guerra mondiale, costituita il 6 febbraio 1917 su 235º e 236º Reggimento fanteria e sciolta il 30 dicembre 1918. A partire dal 1941, durante la seconda guerra mondiale, vennero costituite le divisioni di fanteria da occupazione; si trattava di normali divisioni di fanteria, prive della legione di camicie nere, le cui dotazioni prevedevano un numero inferiore di artiglierie ma una quantità maggiore di mitragliatrici. La denominazione "da occupazione" venne abolita nel 1942, ma rimasero comunque immutate le loro caratteristiche di organica e gli scopi operativi.
Tra queste, il 20 febbraio 1942, a Chieti, venne costituita la 152ª Divisione fanteria da occupazione "Piceno", con in organico il 235º Reggimento fanteria "Piceno", il 236º Reggimento fanteria "Piceno" ed il 152º Reggimento artiglieria per Divisione di fanteria.  La grande unità fu assegnata alla difesa costiera della Puglia, nelle zone di Brindisi, Otranto, Santa Maria di Leuca, Gallipoli e Leporano. A giugno 1942 il 236º Reggimento viene inviato in Sardegna e sostituito dal neocostituito 336º Reggimento fanteria "Piceno". A settembre dello stesso anno, i battaglione di quest'ultimo reggimento vennero aggregati alla 16ª Divisione fanteria "Pistoia", partecipando alla campagna di Tunisia. Il reggimento, ricostituiti i battaglioni, tornò operativo in dicembre.
Con l'annuncio dell'armistizio di Cassibile, la divisione si sposto, senza sbandarsi, a Grottaglie, Montemesola e Massafra, a difesa del fronte nord della Piazza Militare Marittima di Taranto, insidiata dalla 1. Fallschirmjäger-Division tedesca. Passata sotto il comando dell'Esercito Cobelligerante Italiano del Regno del Sud, il 10 ottobre 1944 si trasforma nel Gruppo di Combattimento "Piceno" ed infine, il 25 gennaio 1945, in Centro Addestramento Complementi per le Forze Italiane in Combattimento (C.A.C.F.I.C.).

## Ordine di battaglia: 1941
- 235º Reggimento fanteria "Piceno"
- 236º Reggimento fanteria "Piceno"
- 336º Reggimento fanteria "Piceno"
- 152º Reggimento artiglieria "Piceno"
  - I Gruppo artiglieria da 75/18
  - II Gruppo da 75/18
  - III Gruppo da 100/17
  - IV Gruppo da 100/17
- CCIX Battaglione mitraglieri
- CLII Battaglione genio
  - 252ª Compagnia telegrafisti/marconisti
  - 152ª Compagnia genio
- Battaglione difesa anti-partigiani
  - 446ª Compagnia ciclisti
  - 454ª Compagnia ciclisti
  - 464ª Compagnia ciclisti
- una sezione sanità
- una sezione sussistenza
- 113ª Sezione CC.RR.
- 114ª Sezione CC.RR.

## Ordine di battaglia: 1943
- Comandante della fanteria divisionale generale di brigata Silvio Brisotto (dal 7 febbraio 1943)
- 235º Reggimento fanteria "Piceno"
- 336º Reggimento fanteria "Piceno"
- 152º Reggimento artiglieria "Piceno"
  - I Gruppo artiglieria da 75/18
  - II Gruppo da 75/18
  - III Gruppo da 100/17
  - IV Gruppo da 100/17
- CLII Battaglione mitraglieri someggiato
- Truppe di corpo d'armata:
  - CCIX Battaglione mitraglieri di C.d'A.
- IX Battaglione di istruzione
- 811ª Batteria motorizzata da 75/13
- 454º Distaccamento difesa aeroportuale
- 464º Distaccamento difesa aeroportuale
- 466º Distaccamento difesa aeroportuale

## Comandanti (1942-1943)
- Gen. B. Carlo Viale (20 febbraio - 19 agosto 1942)
- Gen. B. Emilio Coronati (20 agosto 1942 - 6 dicembre 1943)